# Mesoleptus agnatus
Mesoleptus agnatus là một loài tò vò trong họ Ichneumonidae.